# Charlie Dent
Charles Dent, detto Charlie (Allentown, 24 maggio 1960), è un politico statunitense, membro della Camera dei Rappresentanti per lo stato della Pennsylvania dal 2005 al 2018.

## Biografia
Nato e cresciuto in Pennsylvania, dopo la laurea Dent lavorò come consulente politico e successivamente entrò lui stesso in politica, aderendo al Partito Repubblicano. Dal 1991 al 2004 prestò servizio all'interno della legislatura statale della Pennsylvania.
Nel 2004 si candidò alla Camera dei Rappresentanti e riuscì a vincere il seggio. Negli anni successivi venne rieletto per altri sei mandati. Nel 2018 annunciò di non volersi ripresentare come candidato nelle elezioni di novembre e lasciò il seggio prima della fine del mandato, nel maggio dello stesso anno.
Durante la sua permanenza al Congresso si configurava come uno dei repubblicani più centristi e in diverse occasioni votò controcorrente rispetto al suo partito, come nel caso dell'abolizione del Don't ask, don't tell. Dent è sposato con Pamela Serfass e ha tre figli.